# Ulica Naukowców Przyszłości w Pjongjangu

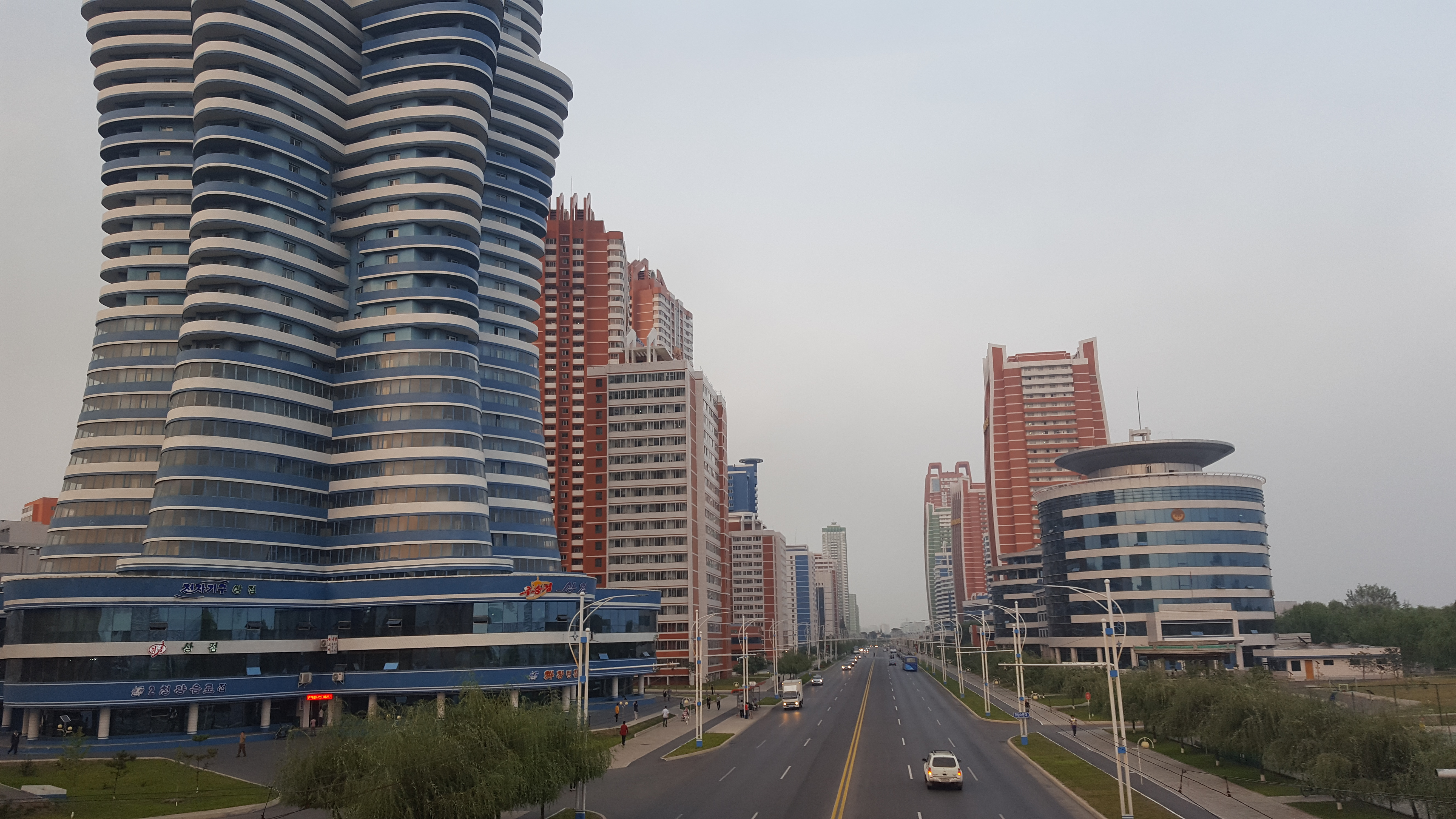
Widok na ulicę Naukowców Przyszłości

Ulica Naukowców Przyszłości, ulica Przyszłych Naukowców (kor. 미래과학자거리) – ulica położona między stacją kolejową a rzeką Taedong w Pjongjangu w Korei Północnej, nowy obszar urbanistyczny tego miasta, powstały w czasie 65. rocznicy utworzenia Partii Pracy Korei.
Uroczyste otwarcie odbyło się 3 listopada 2015. Koszt budowy wyniósł około 10 miliardów wonów północnokoreańskich. Przy ulicy znajduje się ponad 2500 gospodarstw domowych.
Dzielnica, w której mogą zamieszkać wyłącznie wyselekcjonowani i zaufani ludzie reżimu, powoli wypiera monumentalny socrealizm, z jakiego od dekad słynął Pjongjang. Stolica została odbudowana po zniszczeniach wojny koreańskiej i założeniu miała być idealnym miastem socjalistycznym.

## Obiekty
Najwyższym budynkiem przy nowej ulicy jest Mirae Scientists Street Residential Tower, który liczy 53 kondygnacji nadziemnych i 210 metrów wysokości. Po otwarciu stał się najwyższym oddanym do użytku budynkiem w Korei Północnej. Na nowy obszar składa się z 19 budynków mieszkalnych, kompleks naukowo-techniczny, biblioteki, Rjugjong Rose House, sklep Changgwang, liczne parki odpoczynku i sportu, szkoły, restauracje, ośrodek opieki dziennej i różne budynki użyteczności publicznej.